# 거위치는 소녀

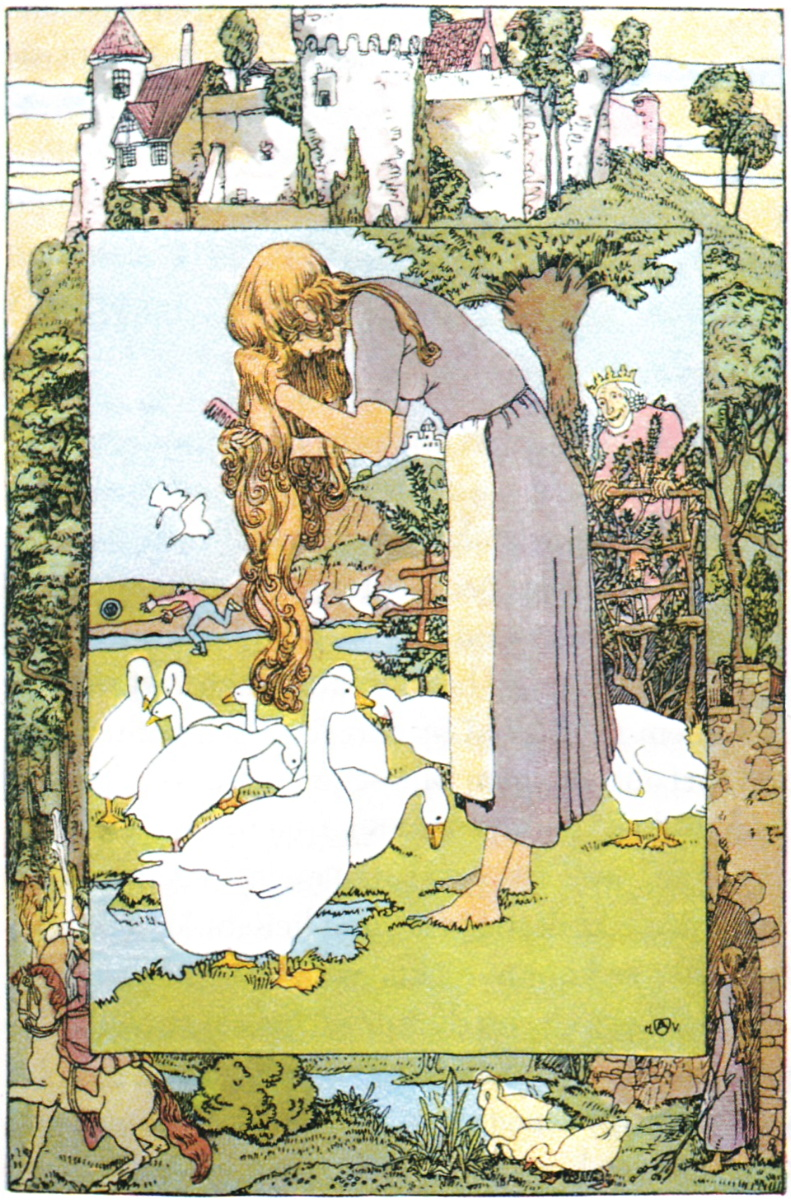
거위 치는 소녀의 일러스트

거위 치는 소녀 또는 거위 치는 공주는 독일의 그림 형제가 수집한 독일 동화 중 하나이다.

## 줄거리
옛날에 남편을 잃은 한 늙은 여왕이 살고 있었다. 여왕의 딸은 먼 곳의 왕자와 약혼을 하고 얼마 뒤 공주는 결혼식을 올리러 하녀와 공주의 말 '팔라다'와 함께 가게 되었다. 공주가 몹시 목이 말라 하녀에게 물을 떠오라고 시켰으나, 하녀는 "더이상 당신의 종이 되고 싶지 않아." 라고 말하였다. 그래서 공주는 근처 시냇물에서 물을 떠다 마셨다.  그사이 하녀는 자신과 공주의 옷을 바꿔 입고 팔라다를 타고 공주가 돌아오자 다른 말을 타게 하여 성으로 가고 왕자는 하녀가 공주인줄 알고 결혼식을 올린다. 성 밖에 있던 진짜 공주를 바라보던 왕은 공주에게 소년 콘라드를 도와 거위 치는 일을 돕게 한다. 하녀는 팔라다의 입에서 진실이 새어 나올까 봐 두려워서 왕자에게 부탁해서 팔라다의 목을 베게 한다. 이 소식을 들은 진짜 공주는 팔라다를 죽인 이에게 부탁하여 팔라다의 머리를 거위를 몰고 지나가는 문에 걸어두게 했다 공주가 말을 걸자 팔라다는 공주에게 "공주님, 어머니가 아신다면 가슴이 찢어지실 거에요!"라고 했다.
공주는 아무 말없이 들에 나가 금빛 머리카락을 풀었는데 이를 본 콘라드가 머리를 자르려 하자 공주는 노래를 했다. "불어라 바람아 콘라드의 모자를 날려서 쫓아가게 하렴 내가 머리를 땋아 올릴 때까지" 그러자 콘라드의 모자가 날아가 버렸다. 화가 난 콘라드는 저녁에 왕에게 와서 거위 치는 여자가 이상하다고 왕에게 말했고 다음날 왕은 거위 치는 소녀를 불러서 사실을 말하게 하고 공주는 난로에 숨어서 진실을 말한다. 그 뒤 왕은 공주에게 새 옷을 입히고 왕자에게 신부가 가짜라는걸 알려준다. 친구들과 친척들이 모인 잔치에서 하녀는 화려하게 치장한 공주를 못 알아보았다. 잔치가 끝날 무렵 왕은 하녀에게 그동안 공주에게 일어난 이야기를 하고 그렇게 왕을 속였다면 어떤 처벌을 내리겠냐는 질문을 했다. 그러자 가짜 신부인 하녀는 "그런 사람은 발가 벗겨 못을 박은 작은 통에 던져 놓고, 하얀 말 두 마리가 죽을 때까지 이리저리 끌고 다니게 만드는 것이 가장 마땅합니다" 라고 말했다. 왕은 "네 판결은 네가 스스로 내렸으니, 그대로 집행 될 것이다." 하고 집행하였다. 그 뒤 왕자는 진짜 신부와 결혼하여 행복하게 살았다.